# シンシナティ・アンド・レイクエリー鉄道
シンシナティ・アンド・レイクエリー鉄道（Cincinnati and Lake Erie Railroad、略称C&LE）はかつてアメリカ合衆国オハイオ州に存在したインターアーバン（都市間電気鉄道）の1つ。

## 歴史
シンシナティ・アンド・レイクエリー鉄道は1930年、シンシナティ・ハミルトン・アンド・デイトン鉄道とインディアナ・コロンバス・アンド・イースタン電鉄とリマ・トレド鉄道が統合し成立した鉄道である。これらの会社は、オハイオ州西部を南北に縦断するオハイオ電鉄の1921年の統一後、その支配下にあった路線が独立することによって生まれた電鉄会社であった。
統一の立役者は、当時のアメリカの電鉄界で様々な改良を指揮していたトマス・コーンウェイ・ジュニアであった。彼は、シカゴ・オーロラ・エルジン鉄道の改良に成功した後、中西部の電鉄会社の改良をこころざし、これらの会社の統合を行ったのである。統合により、シンシナティ・アンド・レイクエリー鉄道は、オハイオ電鉄がかつて経営していた主要路線の一部、約300kmのシンシナティ - デイトン - トレド間や、デイトン - コロンバス間の路線を一元的に経営することとなった。
コーンウェイは会社の統合後、設備の近代化を進めた。20両導入された新型車両は、軽量かつ高速走行が可能なもので、それ以前の乗り心地の劣る市街路線用の軽量車両とは全く異なるものであった。車体にはアルミニウム合金が使用され、最高速度は128km/h。レッド・デビルとよばれたこれらの車両を用いて、複葉機と競争するデモンストレーション運行も行われた。その先進性は高く評価され、インディアナ州のインターアーバン会社、インディアナ鉄道も同様の車両を導入、また、そのデザインはバーリントン鉄道のゼファーなどの幹線鉄道の軽量車両の参考となった。
しかし、大恐慌以降の不況下において、これらの改善策は時期を逸したものであった。当初行っていたデトロイトへの直通運転は、乗り入れ先のデトロイト - トレド間の路線が廃止された事により1932年に中止となった。1937年、オハイオ州スプリングフィールド - トレド間が廃止となり、残りのインターアーバン路線も1939年に廃止された。デイトンには4.8kmほどの市街路線に相当する路線が残存していたが、この路線が廃止になったのは1941年のことである。